# Elimination Chamber (2017)
Elimination Chamber (2017) (hay No Escape (2017) ở Đức) là một sự kiện pay-per-view đấu vật chuyên nghiệp và sự kiện của WWE Network sản xuất bởi WWE cho SmackDown, diễn ra ngày 12 tháng 2 năm 2017, tại Talking Stick Resort Arena ở Phoenix, Arizona. Đây là sự kiện Elimination Chamber thứ 7, là sự kiện đầu tiên được tổ chức kể từ năm 2015, và cũng là pay-per-view đầu tiên có 3 trận đấu của nữ.
Có 8 trận đấu diễn ra trong sự kiện, với 1 trận ở pre-show. Trong sự kiện chính, Bray Wyatt giành chiến thắng trong trận đấu Elimination Chamber thương hiệu để trở thành WWE Champion, danh hiệu đơn đầu tiên trong sự nghiệp của anh. Trong các trận đấu khác, Naomi đánh bại Alexa Bliss để trở thành tân SmackDown Women's Champion, đánh dấu chwcsc vô địch đầu tiên của cô tại WWE, Randy Orton đánh bại Luke Harper, American Alpha bảo vệ thành công đai SmackDown Tag Team Championship trong trận đấu Tag Team Turmoil, và Becky Lynch đánh bại Mickie James.

## Kết quả
| #                                                                                     | Kết quả                                                                                                  | Thể loại                                                                | Thời gian |
| ------------------------------------------------------------------------------------- | --- | ----------------------------------------------------------------------- | --------- |
| 1P                                                                                    | Mojo Rawley đánh bại Curt Hawkins                                                                        | Trận đấu đơn                                                            | 08:05     |
| 2                                                                                     | Becky Lynch đánh bại Mickie James                                                                        | Trận đấu đơn                                                            | 11:40     |
| 3                                                                                     | Apollo Crews và Kalisto đánh bại Dolph Ziggler                                                           | Trận đấu chấp người                                                     | 07:20     |
| 4                                                                                     | American Alpha (Chad Gable và Jason Jordan) (c) thắng cuộc sau khi loại The Ascension (Konnor và Viktor) | Trận đấu Tag team turmoil tranh đai WWE SmackDown Tag Team Championship | 21:10     |
| 5                                                                                     | Natalya vs. Nikki Bella kết thúc sau đếm ngược đúp                                                       | Trận đấu đơn                                                            | 13:40     |
| 6                                                                                     | Randy Orton đánh bại Luke Harper                                                                         | Trận đấu đơn                                                            | 17:15     |
| 7                                                                                     | Naomi đánh bại Alexa Bliss (c)                                                                           | Trận đấu đơn tranh đai WWE SmackDown Women's Championship               | 08:20     |
| 8                                                                                     | Bray Wyatt đánh bại John Cena (c), The Miz, Baron Corbin, AJ Styles, và Dean Ambrose                     | Trận đấu Elimination Chamber tranh đai WWE Championship                 | 34:20     |
| - (c) – chỉ người vô địch bước vào trận đấu - P – chỉ trận đấu diễn ra trong pre-show | |                                                                         |           |

### Trận đấu Tag Team Turmoil
| Thứ tự loại | Đội                   | Thứ tự vào | Bị loại bởi           | Hình thức loại                           | Thời gian |
| ----------- | --------------------- | ---------- | --------------------- | ---------------------------------------- | --------- |
| 1           | Breezango             | 2          | Heath Slater và Rhyno | Rhyno đè Fandango sau đòn Gore.          | 4:30      |
| 2           | The Vaudevillains     | 3          | Heath Slater và Rhyno | Slater đè English sau đòn Smash Hit.     | 6:45      |
| 3           | Heath Slater và Rhyno | 1          | The Usos              | Jey Uso đè Slater sau đòn superkick.     | 9:45      |
| 4           | The Usos              | 4          | American Alpha        | Gable đè Jey Uso với đòn roll-up.        | 15:20     |
| 5           | The Ascension         | 6          | American Alpha        | Gable đè Viktor sau đòn Grand Amplitude. | 21:10     |
| Thắng cuộc  | American Alpha (c)    | 5          |                       |                                          | 21:10     |

### Trận đấu Elimination Chamber
| Thứ tự loại | Đô vật        | Thứ tự vào | Bị loại bởi  | Hình thức loại        | Thời gian |
| ----------- | ------------- | ---------- | ------------ | --------------------- | --------- |
| 1           | Baron Corbin  | 5          | Dean Ambrose | Schoolboy             | 18:50     |
| 2           | Dean Ambrose  | 3          | The Miz      | End of Days từ Corbin | 20:35     |
| 3           | The Miz       | 6          | John Cena    | Attitude Adjustment   | 23:25     |
| 4           | John Cena (c) | 1          | Bray Wyatt   | Sister Abigail        | 29:00     |
| 5           | AJ Styles     | 2          | Bray Wyatt   | Sister Abigail        | 34:20     |
| Thắng cuộc  | Bray Wyatt    | 4          |              |                       | 34:20     |